# Quanitta Underwood
Quanita Lee „Queen“ Underwood (* 8. Mai 1984) ist eine US-amerikanische Boxerin. Sie gewann bei der Weltmeisterschaft 2010 eine Bronzemedaille im Leichtgewicht.

## Werdegang
Queen Underwood begann erst im Alter von 19 Jahren im Jahre 2003 mit dem Boxen. Vorher betrieb sie Leichtathletik und spielte Basketball. Sie gehört dem Boxclub Cappy's Boxing Club and Gym Seattle, WA an. Ihr Trainer ist Cappy Kotz.
Im Jahre 2007 wurde sie mit Siegen über Ishika Lay und Christina Reddick erstmals US-amerikanische Meisterin im Halbweltergewicht (Gewichtsklasse bis 63 kg Körpergewicht). Im gleichen Jahr startete sie in der gleichen Gewichtsklasse bei den Pan Amerikanischen Meisterschaften in Durán/Ecuador und belegte dort mit einem Sieg über Nadja Ballot, Guatemala und nach einer Punktniederlage gegen Katie Dunn aus Kanada (10:20) den 3. Platz. Auch 2008 wurde Queen Underwood wieder US-amerikanische Meisterin. Sie bezwang dabei im Finale Wendy Casey nach Punkten (12:9). Bei den Pan Amerikanischen Meisterschaften 2008 in Port of Spain auf Trinidad und Tobago erreichte sie das Finale, in dem sie allerdings wieder gegen Katie Dunn aus Kanada nach Punkten (5:16) verlor. Im November 2008 startete sie dann auch bei der Weltmeisterschaft in Ningbo/China. Das Los wollte es, dass sie in der 1. Runde erneut auf Katie Dunn traf, gegen die sie wiederum, wenn auch nur knapp, mit 4:5 Punkten verlor. Sie schied damit aus und belegte den 9. Platz.
Nach dem Gewinn des dritten US-amerikanischen Titels, den sie 2009 mit einem Punktsieg im Finale über Jennifer Fenn-Wolfe (17:0) errang, gelang ihr dann bei der Pan Amerikanischen Meisterschaft in Guayaquil der erste Sieg bei einer internationalen Meisterschaft. Im Halbweltergewicht besiegte sie dabei Virginia Veloz aus der Dominikanischen Republik durch Abbruch i.d. 3. Runde und Stephanie Walker aus Kanada nach Punkten (18:2).
Um auch 2010 US-amerikanische Meisterin zu werden, benötigte Queen Underwood in Colorado Springs vier Siege. Sie startete dabei erstmals im Leichtgewicht (Gewichtsklasse bis 60 kg Körpergewicht). Im Finale bezwang sie Patricia Manuel nach Punkten (9:5). Bemerkenswerter war aber ihr Sieg im Halbfinale über die mehrfache US-amerikanische Meisterin Caroline Barry (16:9). Hervorragend kämpfte sie dann auch bei der Weltmeisterschaft 2010 in Bridgeport/Barbados. Sie besiegte im Leichtgewicht Mawzuna Tschorajewa aus Tadschikistan (+7:7), Supaporn Srisondee aus Thailand und Denis Jelisejewa aus Bulgarien (6:3) nach Punkten und unterlag erst im Halbfinale der mehrfachen Weltmeisterin Katie Taylor aus Irland knapp (16:18) nach Punkten. Bei etwas mehr internationaler Erfahrung hätte sie diesen Kampf sogar gewinnen können. Es machte sich nämlich negativ bemerkbar, dass US-amerikanische Boxerinnen bei keinen internationalen Turnieren in Europa teilnehmen.
Im November 2010 startete Queen Underwood noch bei der 1. Womens’s Intern. Dual Series in Oxnard/USA und siegte dort im Leichtgewicht über Mercedesz Pikacs, Ungarn durch Abbruch i.d. 3. Runde und über Debbie Richards aus Kanada nach Punkten (24:4). Eine Siegerin wurde bei dieser Veranstaltung nicht ermittelt.
2012 schied Queen Underwood sowohl bei der Weltmeisterschaft im chinesischen Qinhuangdao als auch bei den Olympischen Spielen in London jeweils durch Niederlagen im Achtelfinale vorzeitig aus und belegte damit 9. Plätze.

## Internationale Erfolge
| Jahr | Platz | Wettbewerb                                                           | Gewichtsklasse | Ergebnis |
| 2007 | 3.    | Pan-Amerikanische Meisterschaft in Durán/Ecuador                     | Halbwelter     | nach Abbruchsieg i.d. 1. Runde über Nadja Ballot, Guatemala u. Punktniederlage gegen Katie Dunn, Kanada (10:20)                                                                                |
| 2008 | 2.    | Pan-Amerikanische Meisterschaft in Port of Spain/Trinidad und Tobago | Halbwelter     | nach Punktsieg über Weny Allan, Trinidad & Tobago u. Abbruchsieg i.d. 2. Runde über Nadja Ballot sowie einer Punktniederlage gegen Katie Dunn (5:16)                                           |
| 2008 | 9.    | WM in Ningbo/China                                                   | Halbwelter     | nach Punktniederlage gegen Katie Dunn (4:5) |
| 2009 | 1.    | Pan-Amerikanische Meisterschaft in Guayaquil                         | Halbwelter     | nach Abbruchsieg i.d. 3. Runde über Virginia Veloz, Dom. Rep. u. Punktsieg über Stephanie Walker, Kanada (18:2)                                                                                |
| 2010 | 3.    | WM in Bridgeport/Barbados                                            | Leicht         | nach Punktsiegen über Mawzuna Tschorajewa, Tadschikistan (+7:7), Supaporn Srisondee, Thailand u. Denis Jelisejewa, Bulgarien (6:3) u. einer Punktniederlage gegen Katie Taylor, Irland (16:18) |
| 2011 | 2.    | Qualif.-Turnier für die Pan-Amerikanischen Spiele in Quito           | Leicht         | nach Abbruchsieg in der 1. Runde über Maria Ulprino, Venezuela und Punktniederlage gegen Sandra Bizier, Kanada (13:159)                                                                        |
| 2011 | 5.    | Pan-Amerikanische Spiele in Guadalajara                              | Leicht         | nach einer Punktniederlage gegen Kiria Tapia, Puerto Rico (17:17+) |
| 2012 | 5.    | Pan-Amerikanische Meisterschaft in Cornwall/Kanada                   | Leicht         | nach Punktniederlage gegen Sandra Bizier (17:24) |
| 2012 | 9.    | WM in Qinhuangdao/China                                              | Leicht         | nach Punktsiegen über Daiana Sanchez, Argentinien (24:13) und Alexis Pritchard, Neuseeland (28:9) und Punktniederlage gegen Ingrid Egner, Norwegen (25:26)                                     |
| 2012 | 9.    | OS in London                                                         | Leicht         | nach Punktniederlage gegen Natascha Jonas, Großbritannien (13:21) |
| 2013 | 1.    | Pan-Amerikanische Meisterschaft in Puerto la Cruz/Venezuela          | Leicht         | nach Punktsiegen über Stephanie Walker, Kanada (18:9), Kiria Tapia, Puerto Rico (15:13) und Daiana Sanchez, Argentinien (19:11)                                                                |

## Länderkämpfe
| Jahr | Ort    | Begegnung        | Gewichtsklasse | Ergebnisse                               |
| 2011 | Harvey | USA gegen Mexiko | Leicht         | Punktsieg über Viridiana Cotija (15:13)  |
| 2011 | Harvey | USA gegen Mexiko | Leicht         | Punktniederlage gegen Erika Cruz (13:21) |

## USA-Meisterschaften
| Jahr | Platz | Gewichtsklasse | Ergebnis |
| 2007 | 1.    | Halbwelter     | nach Abbruchsieg i.d. 2. Runde über Ishika Lay u. Punktsieg über Christina Reddick (33:17)                               |
| 2008 | 1.    | Halbwelter     | nach Punktsieg über Crystal Wortman (26:17), Abbruchsieg i.d. 2. R. über Ishika Lay u. Punktsieg über Wendy Casey (12:9) |
| 2009 | 1.    | Halbwelter     | nach Punktsiegen über Althea Saunders (15:7), Jaliyla Muhammad (6:2) u. Jennifer Fenn-Wolfe (17:9)                       |
| 2010 | 1.    | Leicht         | nach Punktsiegen über Micaela Arce (11:6), Selma Barnes (38:21), Caroline Barry (16:9) und Patricia Manuel (9:5)         |
| 2011 | 1.    | Leicht         | nach einem Punktsieg im Finale über Tiara Brown (23:21)                                                                  |
| 2013 | 1.    | Leicht         | nach einem Punktsieg im Finale über Tiara Brown (2:1 Richterstimmen)                                                     |

## Erläuterungen
- OS = Olympische Spiele, WM = Weltmeisterschaft
- Leichtgewicht, bis 60 kg, Halbweltergewicht, bis 2008 bis 63 kg, seit 2009 bis 64 kg Körpergewicht